# Баџер (Минесота)
Баџер (енгл. Badger) град је у америчкој савезној држави Минесота.

## Демографија
По попису из 2010. године број становника је 375, што је 95 (-20,2%) становника мање него 2000. године.
| Група             | 2000.       | 2010.       |
| Белци             | 469 (99,8%) | 347 (92,5%) |
| Афроамериканци    | 0 (0,0%)    | 1 (0,3%)    |
| Азијати           | 0 (0,0%)    | 8 (2,1%)    |
| Хиспаноамериканци | 1 (0,2%)    | 4 (1,1%)    |
| Укупно            | 470         | 375         |